# فاسيلي أليكساندرو
فاسيلي أليكساندرو (بالرومانية: Vasile Alexandru)‏ (18 يوليو 1935 ببوخارست في رومانيا - ) هو لاعب كرة قدم روماني في مركز الوسط. شارك مع منتخب رومانيا لكرة القدم. أما مع النوادي، فقد لعب مع جامعة كلوج ودينامو بوخارست وسي إف آر كلوج وFCM Bacău ‏ وأرغيس بيتيشت ‏.

## وصلات خارجية
- فاسيلي أليكساندرو على موقع قاعدة بيانات كرة القدم.إي يو (الإنجليزية)
- فاسيلي أليكساندرو على موقع ناشيونال فوتبول تيمز (الإنجليزية)